# جاي غوردون
جاي غوردون (بالإنجليزية: Jay Gordon)‏ هو منتج أسطوانات ومغني وملحن أمريكي، ولد في 30 يناير 1967 في سان فرانسيسكو في الولايات المتحدة.

## وصلات خارجية
- جاي غوردون على موقع IMDb (الإنجليزية)
- جاي غوردون على موقع ميوزك برينز (الإنجليزية)
- جاي غوردون على موقع أول ميوزيك (الإنجليزية)
- جاي غوردون على موقع ديسكوغز (الإنجليزية)
- جاي غوردون على موقع قاعدة بيانات الفيلم (الإنجليزية)